# 崔昌益

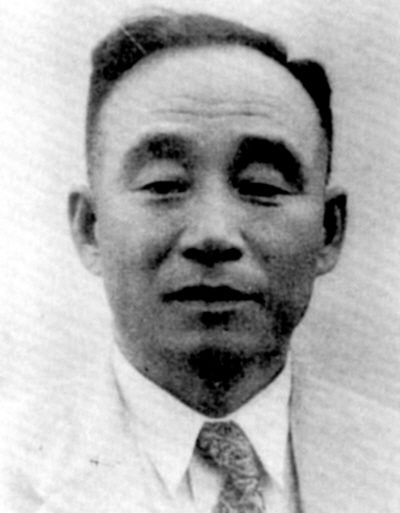
崔昌益（1948年）

崔昌益（韓語： 1896年—1960年），朝鲜咸镜北道稳城郡人。朝鲜社会主义者、朝鮮獨立運動家。
早年毕业於日本早稻田大学。1936年流亡中国，与金枓奉等人为延安派之一。後来回国，1946年任朝鲜新民党副主席，南朝鲜劳动党与北朝鲜劳动党合并後，当选为政治委员会中央常委。1952年任内阁副首相。1956年延安派联合反对金日成个人崇拜，挑战领导地位失败被捕，在8月30日的中央全会上开除委员职务，即八月宗派事件。9月因苏联及中国的压力下，恢复中央委员职务。但12月清洗期间旋即被捕入狱，死於狱中。